# Vellore

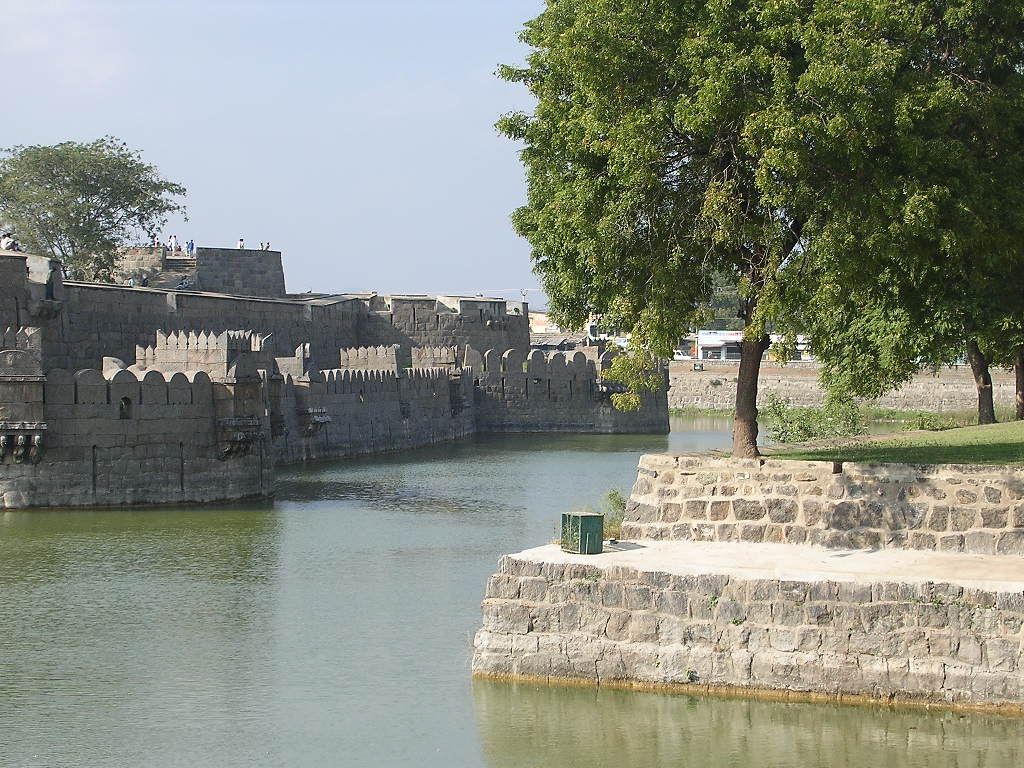
Befästningen i Vellore.

Vellore är en stad i den indiska delstaten Tamil Nadu och är centralort i ett distrikt med samma namn. Folkmängden uppgick till 185 803 invånare vid folkräkningen 2011, med förorter 484 690 invånare.
Staden är belägen vid floden Palar. På 1700-talet var staden ett starkt fäste för Haider Ali respektive Tippo Sahib. Staden är känd för bland annat sin stora befästning, som också innehåller ett gammalt tempel. Idag har Vellore ett av Indiens största medicinska institut, Christian Medical College (CMC).